# Ludovic e Zoran Boukherma
Ludovic Boukherma (Marmande, 5 giugno 1992) e  
Zoran Boukherma (Marmande, 5 giugno 1992) sono due registi e sceneggiatori francesi.

## Biografia
Fratelli gemelli nati in una piccola città rurale del Lot e Garonna, studiano inglese per un anno all'università Pierre e Marie Curie di Parigi, prima di iscriversi nel 2012 all'École de la Cité, una scuola privata e gratuita di cinema fondata lo stesso anno da Luc Besson. Dopo la laurea, esordiscono alla regia d'un lungometraggio all'età di 23 anni con Willy 1er (2016), realizzato con un budget di 500 000 euro insieme ai compagni di corso Marielle Gautier e Hugo P. Thomas, con i quali avevano già diretto due corti, e interpretato quasi interamente d'attori non professionisti. Dopo aver diretto due commedie horror, nel 2024 traspongono il romanzo vincitore del Premio Goncourt E i figli dopo di loro di Nicolas Mathieu in un omonimo film drammatico con cui concorrono alla 81ª Mostra internazionale d'arte cinematografica di Venezia.

## Filmografia
- Perrault, La Fontaine, mon cul! – cortometraggio (2015)
- Ich bin eine Tata – cortometraggio (2015)
- Willy 1er (2016)
- Teddy (2020)
- L'Année du requin (2022)
- Leurs enfants après eux (2024)

## Riconoscimenti
- Mostra internazionale d'arte cinematografica
  - 2024 - In concorso per il Leone d'oro con  Leurs enfants après eux
- Festival del cinema americano di Deauville
  - 2016 - Premio Michel D'Ornano per Willy 1er